# Hans-Joachim Seeler

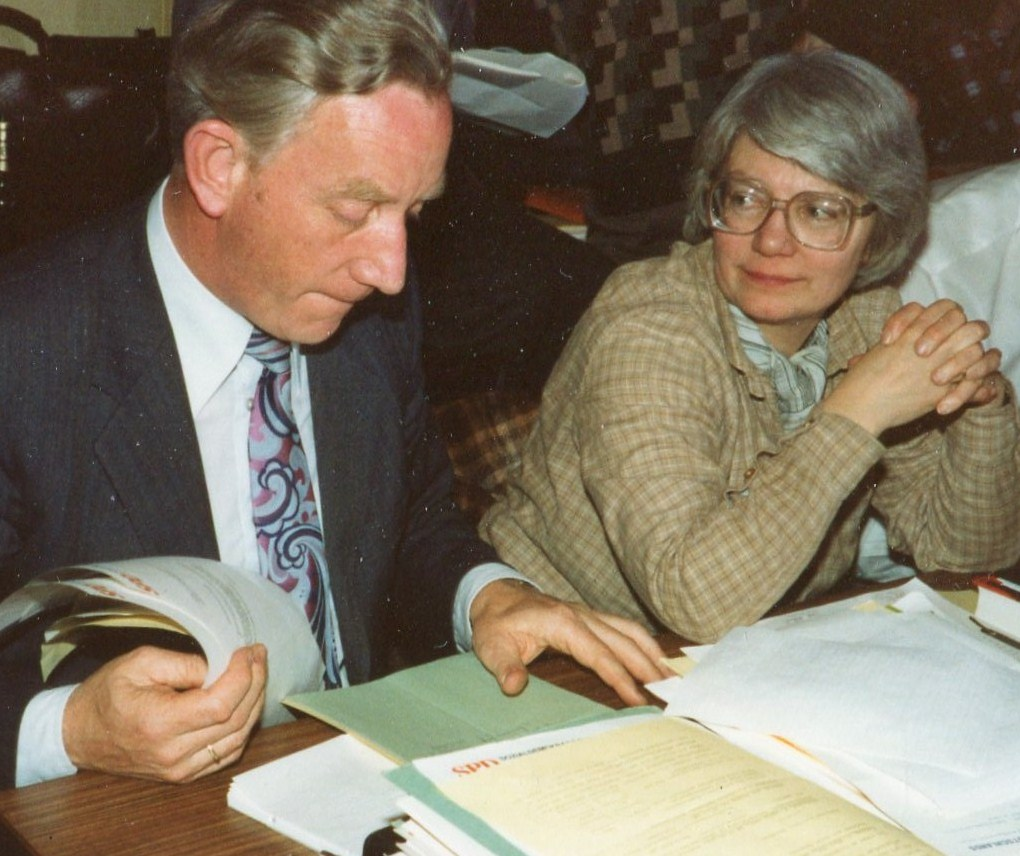
Hans-Joachim Seeler und Frau Ingrid (1982)

Hans-Joachim Siegfried „Jochen“ Seeler (* 9. August 1930 in Lauenburg/Elbe; † 22. September 2015 in Hamburg) war ein deutscher Politiker (SPD) und Autor.

## Leben
Seeler, Sohn eines Pastors, zog mit seiner Familie 1933 nach Hamburg. Nach seinem Abitur studierte er  Rechtswissenschaften in Kiel und Hamburg. Danach war er wissenschaftlicher Assistent an der Forschungsstelle für Völkerrecht an der Universität Hamburg, Richter am Landgericht Hamburg, Gnadenreferent bei der Landesjustizverwaltung sowie Kirchenrat und Oberkirchenrat beim Landeskirchenamt Hamburg. Seeler wurde 1956 zum Dr. jur. promoviert.

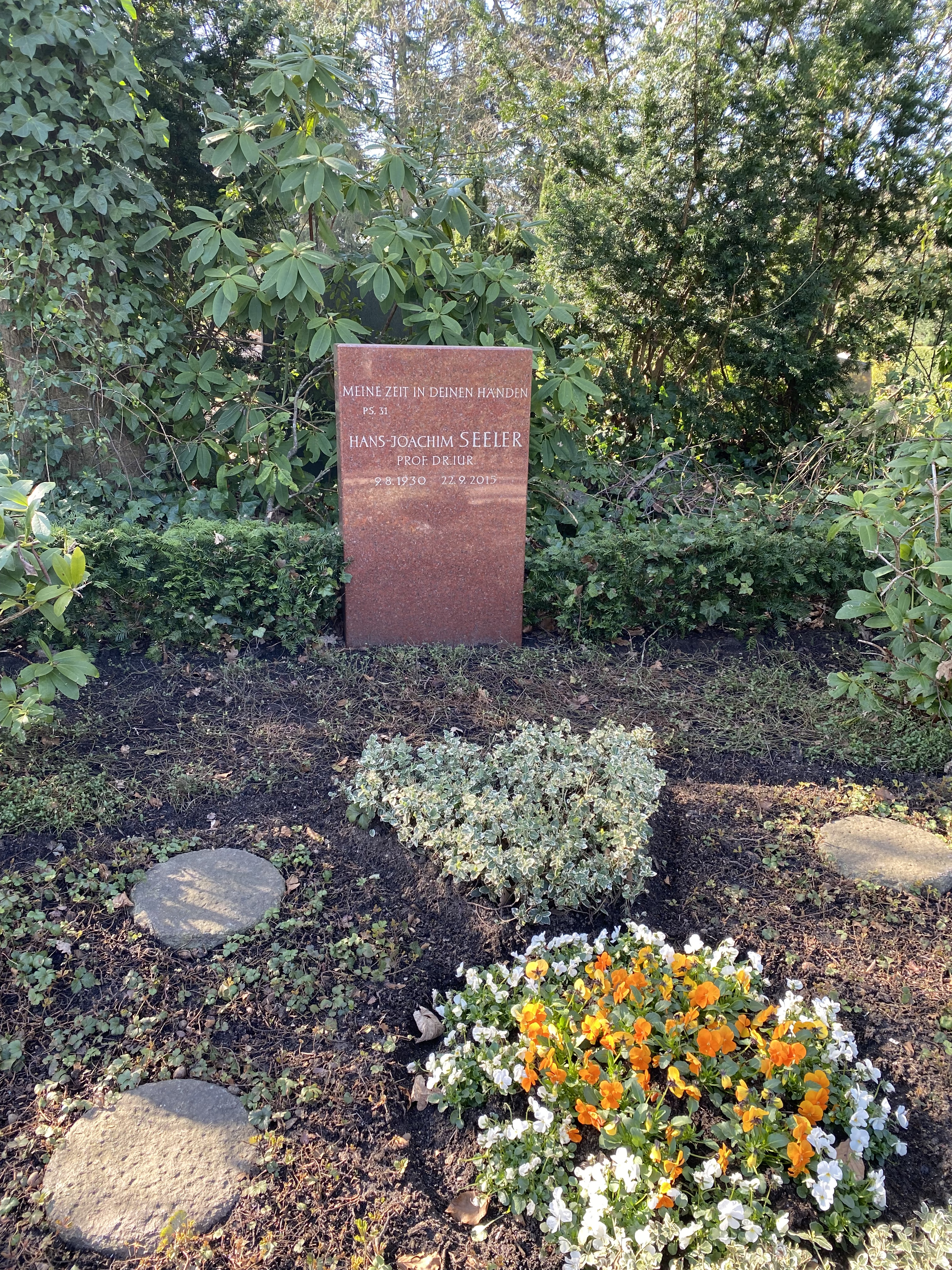
Grabstätte auf dem Friedhof Bramfeld

Die politische Heimat Seelers lag im SPD-Ortsverein (Distrikt) Hamburg-Bramfeld-Süd (heute Bramfeld). Dort übte er verschiedene Funktionen aus, unter anderem als Distriktsvorsitzender.
1966 wurde Seeler erstmals in die Hamburgische Bürgerschaft gewählt. Ein Jahr später wurde er Senator des Gesundheitsamtes unter dem Ersten Bürgermeister Herbert Weichmann. Unter Peter Schulz wechselte er in die Justizbehörde. Nach der Bürgerschaftswahl 1974 entsandte der Senat Seeler in die Finanzbehörde, wo er auch nach der Wahl Hans-Ulrich Kloses zum Ersten Bürgermeister verblieb. Seeler legte 1979 sein zuletzt ruhendes Bürgerschaftsmandat nieder, nachdem er in das Europäische Parlament gewählt worden war, dem er noch bis 1989 angehörte. Am 17. Juni 1997 wurde Seeler zum Mitglied des Kollegiums der Oberalten gewählt.
Hans-Joachim Seeler war mit Ingrid Seeler verheiratet. Sie haben vier Kinder. Der Sohn Christian Seeler (* 1958) ist Schauspieler und war von 1996 bis 2017 Intendant des Hamburger Ohnsorg-Theaters. Dessen Bruder Joachim Seeler (* 1964) ist sozialdemokratischer Politiker und Abgeordneter der Hamburgischen Bürgerschaft. Er war mit Uwe Seeler verwandt. Hans-Joachim Seeler wurde auf dem Hamburger Friedhof Bramfeld beigesetzt.

## Publikationen (Auswahl)
- Die Europäische Einigung und das Gleichgewicht der Mächte. Der historische Weg der Europäischen Staaten zur Einheit, Nomos-Verlag, Baden-Baden 1995. 2. Auflage ISBN 978-3-8329-3208-4.
- Die Deutschen – Opfer und Alptraum Europas. Der Weg der Deutschen und ihre Geschichte. Verlag Nomos, Baden-Baden 1998, ISBN 978-3-7890-8346-4
- Sterley – Ein Dorf im Glanz und Elend deutscher Geschichte. Roman. Neuauflage Deutscher Literaturverlag, Hamburg 2008. ISBN 978-3-940490-05-6